# 詩巫醫院
詩巫醫院（英語：Sibu Hospital）位於馬來西亞沙勞越詩巫，是沙勞越第二大的醫院（僅次於砂拉越中央医院），為沙勞越中部數個地區的二級醫療院所，民都魯醫院的急診病患有時也會被轉診至此。
詩巫醫院現為马来西亚砂拉越大学、世纪大学與詩巫護理學院的教學醫院。

## 歷史
詩巫醫院建立以前詩巫的主要醫院為市中心的劉欽侯醫院（現已改為博物館），馬來西亞政府因應當地與日俱增的醫療需求而於1994年成立詩巫醫院。醫院下設科別包括內科、外科、骨科、婦產科、小兒科、急診科、眼科、耳鼻喉科、影像诊断科、神經外科、風濕病學科、精神科與麻醉科等。2014年詩巫醫院增設病理學中心。2019年12月，醫院成立了沙勞越首個得來速藥局服務 。
2017年8月17日，詩巫醫院的男性病房因空調故障而失火，近千人被疏散至院外數小時。